# На службе зла
«На службе зла» (англ. Career of Evil) — третий роман в серии книг о частном детективе Корморане Страйке, написанный Джоан Роулинг и опубликованный под псевдонимом Роберт Гэлбрейт. Является продолжением романов «Зов кукушки» и «Шелкопряд». Книга была выпущена 20 октября 2015 года в США и 22 октября 2015 года в Соединенном Королевстве.

## Название
24 апреля 2015 года издательский дом Little, Brown and Company объявил, что третий криминальный триллер о Корморане Страйке будет выпущен осенью 2015 года и под названием «На службе зла». Позднее в тот же день, Роберт Гэлбрейт в своем «Твиттере» подтвердил, что название книги было навеяно песней рок-группы Blue Öyster Cult с одноимённым названием. Названия всех глав являются названиями или отрывками других песен Blue Öyster Cult. Особенное место в сюжете занимает песня «Mistress of the Salmon Salt (Quicklime Girl)».

## Сюжет
Действие романа разворачивается весной и летом 2011 года. После раскрытия нашумевших в прессе дел Лулы Лэндри и Оуэна Куайна бизнес Корморана Страйка пошёл в гору. Робин Эллакотт с отличием закончила престижные курсы следственных работников и уже год работает на Страйка. Хотя формально она по-прежнему является лишь секретарём, она принимает деятельное участие в расследованиях и в качестве детектива. Хорошие отношения между Робин и Страйком, её ненормированный график и низкая зарплата вызывают напряжённость между девушкой и её женихом Мэтью Канлиффом. Мэтью не только не одобряет работу невесты, но и сильно ревнует её к начальнику.
Однажды Робин получает посылку от курьера, в которой она находит часть женской ноги, отрезанной, как и у Страйка, ниже колена. В пакете также обнаруживается записка, цитирующая слова песни Blue Öyster Cult «Mistress of the Salmon Salt (Quicklime Girl)», те же, что были вытатуированы в интимном месте у матери Страйка Леды, известной поклонницы Blue Öyster Cult. Страйк считает, что пакет послал кто-то из его прошлого. Он сообщает полиции имена четырёх подозреваемых:
1. Известный гангстер Теренс «Диггер» Мэлли. В 2008 году Страйк анонимно давал на него показания, на основании которых Мэлли был осужден. Диггер уже однажды отсылал отрезанные части тела, поэтому полиция рассматривает его в качестве главного подозреваемого. Однако Корморан убежден, что Диггеру ничего неизвестно о его роли в том судебном процессе, и не рассматривает его кандидатуру всерьез.
2. Ноэл Брокбэнк, ветеран войны в Персидском заливе, служивший в 7-й танковой дивизии. В результате расследования Страйка Брокбэнк был уличён в педофилии по отношению к своей приемной дочери Бриттани. Брокбэнк не был осуждён, однако его уволили из армии.
3. Дональд Лэйнг, служивший в Королевском собственном пограничном полку. Однажды Страйк победил его в боксёрском поединке, а позже расследовал его дело, за которое Лэйнг был пожизненно осуждён за насилие над женой и ребёнком, однако был досрочно освобожден в 2007 году.
4. Джефф Уиттекер, второй муж матери Страйка Леды. Был оправдан по обвинению в убийстве жены, однако Страйк продолжает верить в его вину и долгое время считает его главным подозреваемым.

После появления в прессе информации о случившемся Страйк не только вынужден перебраться из осаждаемой репортерами квартиры к своим друзьям Нику и Илсе, но и теряет большую часть своих клиентов. У него остаётся всего два заказа: слежка за Платиной, русской студенткой Лондонской школы экономики, по совместительству стриптизёршей, которую её бойфренд «мистер Повторный» пытается уличить в измене, и наблюдение за Папой-Злодеем, крупным банкиром, ведущим ожесточённую борьбу за опекой над детьми клиентки Страйка. Таким образом, у Робин и Страйка появляется время для выяснения личности отправителя ноги.
Пока полиция занимается версией Диггера Мэлли, Робин проверяет имена «психов», которые присылали её начальнику письма странного содержания. Одним из таких «психов» была молодая девушка Кэлси, которая верила, что Страйк лишился ноги нарочно, и просила его помочь ей ампутировать её собственную. В то же время отношения Мэтью и Робин обостряются до предела: девушка узнаёт о его измене с давней подругой Сарой Шедлок, и пара расстаётся. Под влиянием алкоголя после расставания с Мэтью Робин рассказывает Страйку об изнасиловании и покушении на убийство, из-за которых она бросила университет, и об открывшейся измене Мэтью после её отчисления. Полиция скоро узнаёт, что нога, отправленная Робин, принадлежит недавно обнаруженному трупу шестнадцатилетней Келси Платт, той самой девушки, которая писала Страйку об ампутации. Вскоре после того, как тело было официально опознано, Робин получает следующую посылку (палец левой ноги того же трупа) вместе со словами из песни Blue Öyster Cult. Страйк и Робин отправляются на поиски следов Брокбэнка и Лэйнга, а выяснение местоположения Уиттекера детектив поручает своему давнему другу по прозвищу Штырь. Пока Робин и Страйк ездят по Великобритании в поисках подозреваемых, Мэтью засыпает Робин смс в попытках её вернуть. Корморану симпатична Робин, но он очень дорожит ею как способной напарницей и не рассматривает в романтическом плане. Робин немного ревнует Страйка к его новой девушке Элин, красивой и богатой ведущей BBC. Тем не менее, между ними, несмотря на подозрения окружающих, ничего нет — оба слишком дорожат деловым партнёрством.
В конце концов, Страйк и Робин устанавливают местонахождение всех подозреваемых, каждый из которых в настоящее время живет в окрестностях Лондона. Робин мирится с Мэтью во время свадьбы Кейт Миддлтон и принца Уильяма, Страйк же, напротив, охладевает к Элин. Детектив посещает дом убитой Келси Платт и общается с её безутешными опекунами: сестрой Хейзел и её сожителем Рэем Уильямсом, бывшим пожарным. Потеряв двух последних клиентов, Страйк отдаёт всё своё время слежке за тремя подозреваемыми. Робин хочет помочь, но Страйк очень волнуется за неё и отправляет на наименее перспективные задания. Тем временем, серийный убийца совершает ещё два преступления. Первой жертве, проститутке, он отрезает два пальца и наносит множественные ножевые ранения (девушка чудом выживает). Вторую жертву, молодую подвыпившую девушку, отставшую от компании подруг, ему удаётся убить. Убийца становится известен как Шеклуэллский Потрошитель. Спустя некоторое время убийца нападает и на Робин, когда она возвращается домой после слежки за Уиттекером, но ей удаётся воспользоваться тревожной кнопкой. Страйк вовремя вызывает скорую, и чудом спасшаяся Робин отправляется в больницу с раненой рукой. После этого нападения Страйк наконец понимает, кто убийца, однако сотрудником полиции, отвечающим в настоящий момент за расследование, оказывается Карвер, офицер, который возглавлял расследование дела Лулы Лэндри, и тот злобно игнорирует всё, что говорит ему Страйк. Между тем, Робин при поддержке Штыря принимает меры против Брокбэнка, который насиловал дочь своей подружки Алиссы. Робин спасает маленькую девочку, однако Брокбэнку удаётся скрыться. Под предлогом неправомерного поведения Страйк увольняет Робин, за жизнь которой очень волнуется. Девушка отправляется в родной Йоркшир, чтобы выйти замуж за Мэтью.
Страйк с помощью неизменного Штыря и бывшей девушки Брокбэнка Алиссы устраивает ловушку убийце. Упустив из виду Робин, Шеклуэллский Потрошитель решает напасть на Алиссу, которая притворяется новой секретаршей Страйка. Убийцей оказывается Дональд Лэйнг, он же Рэй Уильмс, которого Страйк не узнал во время визита к сестре первой жертвы Хейзел. Лэйнг вскоре после своего освобождения похитил документы некоего Рэя Уильмса, действительно бывшего пожарным, и жил за счёт разных женщин, в том числе Хейзел. В то же время свою собственную квартиру, за которой Страйк долгое время безуспешно следил, он использует для хранения сувениров, напоминающих о его жертвах. Страйк сдаёт полиции Лэйнга и узнаёт о том, что им удалось задержать и Брокбэнка. Спешно покинув полицейский участок после дачи показаний, израненный во время поимки Лэйнга Страйк бросается в Йоркшир на свадьбу Робин и Мэтью и прибывает как раз во время обмена клятвами. Робин, заметив Страйка, говорит: «Согласна», глядя прямо ему в глаза.

## Продолжение
Четвёртая книга «Смертельная белизна» (англ. Lethal White) вышла осенью 2018 года.